# آبشار کاترسکیل
آبشار کاترسکیل (به انگلیسی: Kaaterskill Falls) آبشاری است که در ایالات متحده آمریکا واقع شده و ارتفاع کلی ریزشگاه آن 260 feet (79 متر) است.